# 特雷斯维索
特雷斯维索，是西班牙坎塔布里亚的一个市镇。总面积16平方公里，总人口52人（2001年），人口密度3人/平方公里。